# حيدرة المؤتمن
أبو تراب حيدرة المؤتمن كان شقيق وزير الفاطميين المأمون البطائحي (1121–1125 م). إلى جانب شقيقه الآخر، جعفر، خدم حيدرة كمساعد رئيس ونائب لأخيه بالفعل أثناء خدمة الأخير كرئيس ديوان للوزير القوي الأفضل شاهنشاه، في 1107-1121. بعد تولي المأمون الوزارة، عُين حيدرة حاكمًا على الإسكندرية. وبهذه الصفة ساعد في هزيمة غزو بربر لواتة في عام 1123، وفي نفس العام حارب غارات الأسطول البندقي الذي شارك في الحملة الصليبية البندقية. وعندما اعتقل الخليفة الأمير المأمون فجأة في 3 تشرين الأول 1125، سُجن حيدرة أيضًا مع عدد من أصدقاء وأقارب أخيه. توفي في السجن قبل إعدام شقيقه في تموز 1128 م.